# Edmund Reismann (Politiker, 1881)

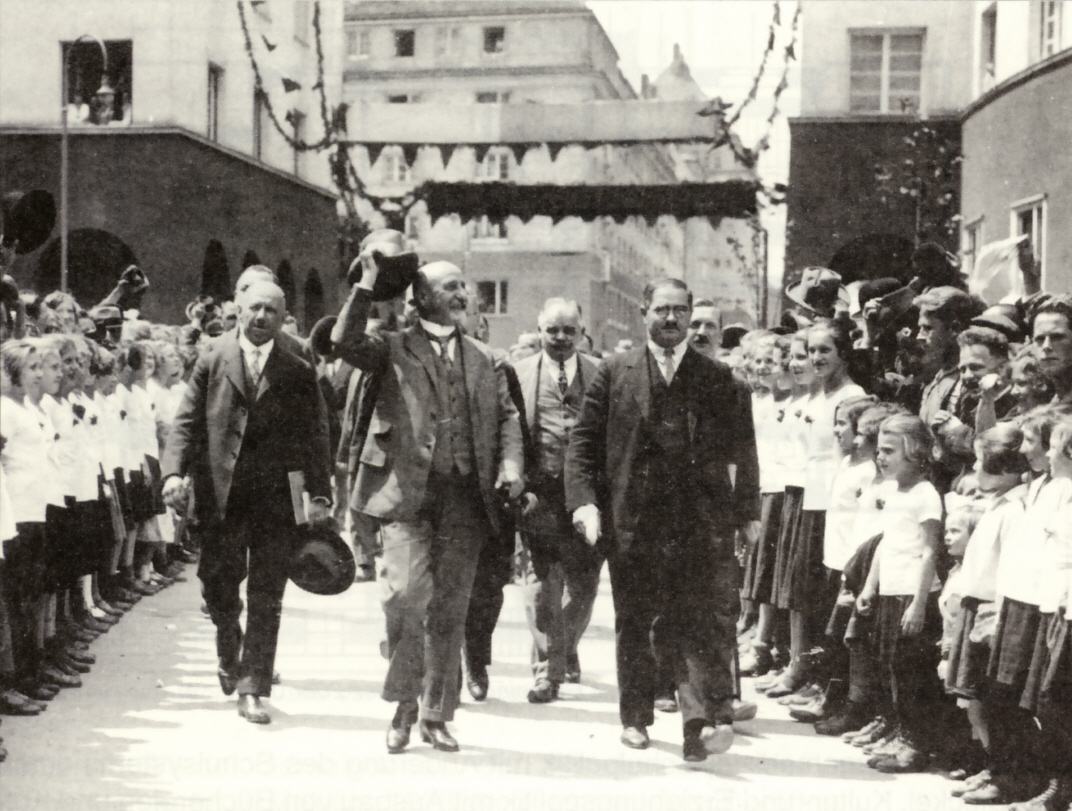
Reismann (rechts) an der Seite von Bürgermeister Seitz bei der Eröffnung des Reismannhofs im Jahre 1926

Edmund Reismann (* 14. August 1881 in Wien, Österreich-Ungarn; † 28. Dezember 1942 im Konzentrationslager Auschwitz) war ein österreichischer sozialdemokratischer Politiker.

## Leben
Edmund Reismann war der Sohn eines kleinen Eisenhändlers in Wien. Schon früh wurde er in der Sozialistischen Partei tätig und war Ortsgruppenobmann der Metallarbeiter. Von 1919 bis 1934 wurde er in den Wiener Gemeinderat gewählt, wo er sich besonders in der Bildungs- und Sozialpolitik engagierte. Reismann begründete die Büchereien in Wien-Meidling, leitete das Fürsorgeamt in Meidling und wirkte beim Wohnbauprogramm der Stadt Wien mit.
Bereits 1933 wurde Reismann vorübergehend verhaftet. Im Februar 1934 emigrierte er nach Brünn, kehrte aber wieder nach Wien zurück, wo er zu 5 Monaten Arrest verurteilt wurde. Im Oktober 1938 wurde er neuerlich festgenommen und in das Konzentrationslager Buchenwald gebracht. Von dort wurde er nach Auschwitz überstellt, wo er 1942 starb.
1949 wurde in seinem Heimatbezirk Meidling die städtische Wohnhausanlage Reismannhof zu seinen Ehren benannt.